# Jan van de Craats
Jan van de Craats (1944) is een Nederlands wiskundige.

## Loopbaan
Jan van de Craats groeide op in Den Haag en behaalde in 1962 het diploma gymnasium-β aan het Tweede Vrijzinnig-Christelijk Lyceum. Hij studeerde wiskunde en promoveerde aan de Rijksuniversiteit Leiden. Hij werkte aan de Universiteit Leiden en was hoogleraar aan achtereenvolgens de Koninklijke Militaire Academie te Breda, de Open Universiteit en het Korteweg-de Vries Instituut voor Wiskunde van de Universiteit van Amsterdam, waaraan hij als emeritus hoogleraar nog verbonden is.
Van de Craats publiceerde vele vakartikelen en boeken over wiskunde, deels ook voor een breder publiek. Hij hield zich bezig met de verbetering van het wiskundeonderwijs en het stimuleren van wiskundig talent onder scholieren. Voor deze activiteiten ontving hij in 2006 uit handen van juryvoorzitter Robbert Dijkgraaf de NWO Oeuvreprijs, die eens per jaar wordt uitgereikt aan een journalist of onderzoeker die een bijzondere bijdrage heeft geleverd aan de popularisering van wetenschap.
Jan van de Craats is een pleitbezorger van het functioneel rekenen. Hij schreef in 2007 het artikel Waarom Daan en Sanne niet kunnen rekenen en presenteerde dit op de Panama Conferentie. Dit bracht in de daarop volgende jaren een heftige discussie op gang over de kwaliteit van het Nederlandse rekenonderwijs en de gebruikte methoden van didactiek.
Jan van de Craats en Roland van der Veen ontvingen in 2018 van de Mathematical Association of America de Beckenbach Book Prize voor hun boek The Riemann Hypothesis: A Million Dollar Problem.
Van de Craats' belangstelling voor klassieke muziek leidde in 1989 tot een boek over de wiskundige achtergrond van toonladders en  akkoorden: De fis van Euler.
In de periode 1991-1994 presenteerde hij met Ellen Brusse en Nada van Nie bij de TROS het populairwetenschappelijke televisieprogramma O, zit dat zo!, waarin wetenschappelijke raadsels en wiskundige puzzels werden opgelost.